# Isaak Bábel
Isaak Emanuílovich Bábel (en ruso: Исаак Эммануилович Бабель; Odesa, 13 de julio de 1894-27 de enero de 1940), fue un periodista, escritor y dramaturgo soviético que ganó gran fama internacional durante la década de 1930. Fue detenido, torturado y ejecutado durante la Gran Purga de Stalin.

## Infancia y juventud
Bábel nació en una familia de origen judío en el gueto de la ciudad de Odesa, durante un periodo de desasosiego social en el que tuvo lugar el éxodo masivo de muchos judíos del Imperio ruso. Bábel sobrevivió un brutal pogromo ocurrido en su ciudad natal con motivo de la Revolución rusa de 1905, salvando la vida con la ayuda de vecinos cristianos que dieron refugio a su familia, pero su abuelo Shoyl fue uno de los 300 judíos asesinados en la ciudad.
Para ingresar en las clases preparatorias del Instituto Comercial Nicolás I, Bábel tuvo que sobresalir en la cuota judía, diseñada por el régimen zarista para excluir a un gran sector de la juventud judía de la educación superior: solo podían postular a tales estudios el 10% de niños judíos de la Zona de Asentamiento; el 5% del exterior de dicha zona y el 3% de las dos capitales (Moscú y San Petersburgo). 
A pesar de que alcanzó los grados académicos para entrar al Instituto Comercial, Bábel fue rechazado y el puesto se le otorgó a otro niño, cuyos padres sobornaron a las autoridades del colegio. Por ello fue educado en su casa y en un año cumplió el currículo de dos años escolares. También estudió el Talmud, música clásica, estudió el idioma y la literatura franceses. Lector y admirador de la literatura de Flaubert y Maupassant, Bábel comenzó escribiendo sus primeros cuentos en francés.
Después de tratar de postular en vano a la Universidad de Odesa (donde también se le impidió el ingreso por razones de "cuota para judíos"), Bábel ingreso en el Instituto de Comercio de Kiev, donde conoció a su futura esposa, Yevguenia Gronfein.

## En Petrogrado
En 1915 Bábel se graduó y se trasladó a Petrogrado, hoy San Petersburgo, desafiando las leyes zaristas que ordenaban el confinamiento de los judíos en la "Zona de Asentamiento". En la capital conoció al gran escritor ruso Máximo Gorki, que publicó algunos de sus cuentos en la publicación literaria Létopis ("Летопись", "Crónicas"). Gorki aconsejó al joven Bábel que adquiriera más experiencia de la vida mezclándose con el pueblo; Bábel escribió en su autobiografía: “…le debo todo a ese encuentro [con Gorki] y aún pronuncio el nombre [de Gorki] Alekséi Maksímovich con amor y admiración.”  Uno de sus cuentos autobiográficos más famosos, “El cuento de mi palomar”, está dedicado a Gorki. El cuento “La ventana del baño” fue considerado obsceno por la censura oficial y Bábel fue acusado de violar el artículo 1.001 del Código Penal. 
Bábel comentó sobre este periodo en Petrogrado:

Terminada la escuela me desplacé a Kíev y, en 1915, a Petersburgo. En Petersburgo lo pasé muy mal, no tenía certificado de residencia y me ocultaba de la policía en la calle Púshkinskaya, en un sótano habitado por un camarero desgarrado y borracho. En ese año de 1915 empecé a llevar mis creaciones a las editoriales, pero me echaban de todas partes. Todos los redactores (el difunto Izmáilov, Possé y otros) me aconsejaban que me emplease en alguna tienda; no les hice caso y a fines de 1916 llegué hasta Gorki.

## La Guerra Civil rusa

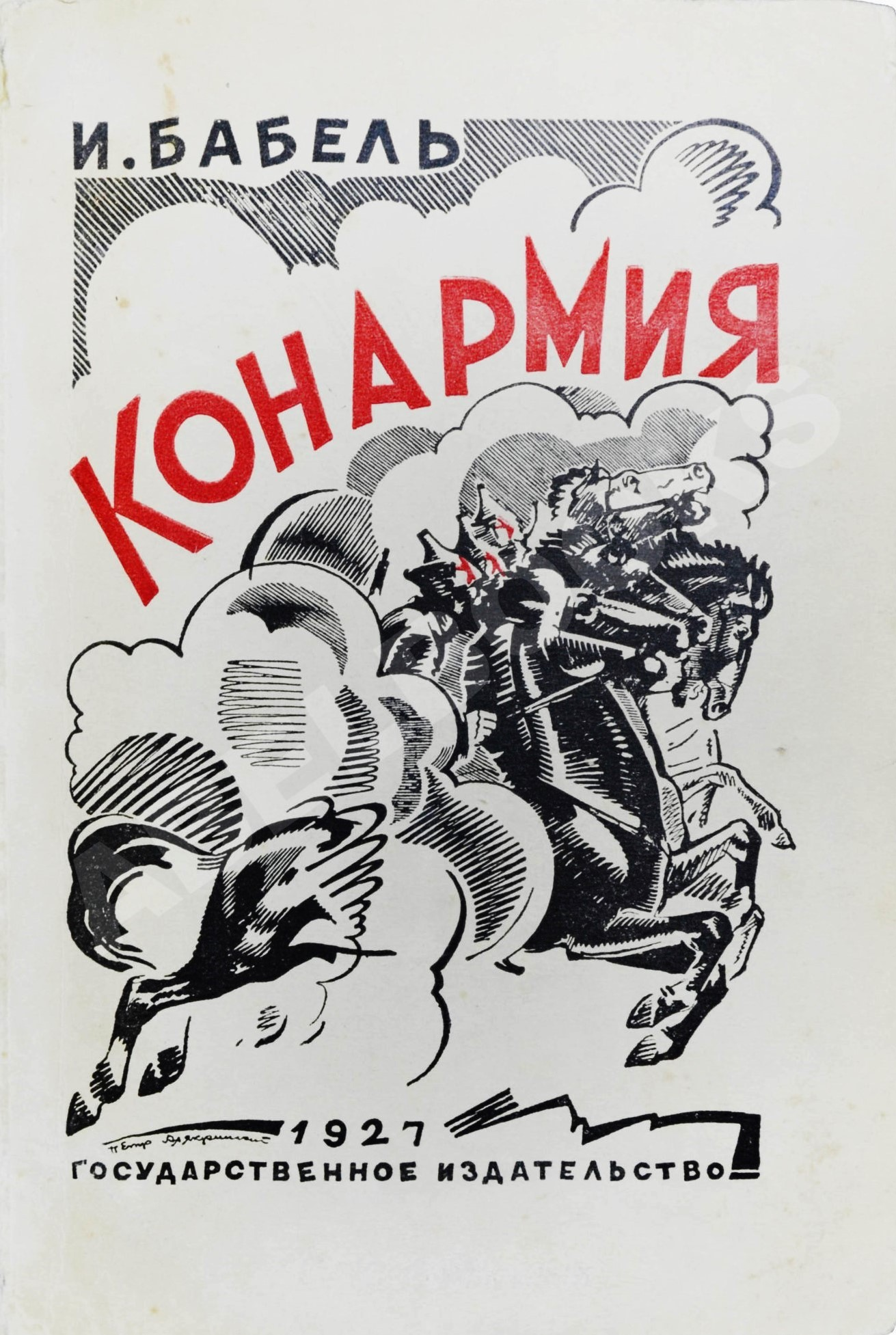
Portada de la primera edición de Caballería Roja, 1926

En los siguientes siete años, Bábel se adhirió al comunismo soviético y participó en la Guerra Civil rusa como cronista y soldado, también trabajó en la Cheka (ЧК - чрезвычайная комиссия) como traductor para los servicios de la contrainteligencia. Tuvo puestos en el Gubkom de Odesa (el Comité Regional del Partido Bolchevique), en el centro requisitorio de alimentos, y en el Narkomprós (Comisariado del Pueblo para la Educación). Trabajó en una oficina de impresión tipográfica y desempeñó el cargo de reportero y periodista en Petrogrado y Tiflis. El 9 de agosto del 1919 se casó con Yevguenia Gronfein en Odesa.
En 1920, durante la sangrienta Guerra Civil rusa, a Bábel se le otorgó el cargo de periodista en el famoso "Primer Ejército de Caballería" (Konarmia) del mariscal Semión Budionni. Bábel fue testigo de la campaña militar de la Guerra Polaco-Soviética del 1920 y documentó los horrores del conflicto armado en su Diario de 1920 (Konarméyski Dnevnik 1920 goda), que utilizó más tarde para escribir su libro más famoso, "Caballería Roja" (Конармия). 
Bábel escribió: “Fue alrededor de 1923 cuando aprendí a expresar mis pensamientos de forma clara y concisa. A partir de entonces volví a escribir”. Varios escritos, que fueron más tarde incluidos en Caballería Roja, fueron publicados en la destacada revista LEF ("ЛЕФ"), del poeta Vladímir Mayakovski, en 1924. La falta de romanticismo revolucionario en las crudas descripciones escritas por Bábel del conflicto armado le crearon muchos enemigos en el poder, entre ellos, Semión Budionni. La intervención de su amigo y protector Máximo Gorki le ayudó a salvar la publicación del libro, que pronto sería traducido a varios idiomas.

## Años de fama
Bábel publicó sus "Cuentos de Odessa" entre 1923 y 1924, mientras trabajaba como periodista. Luego, en 1927, publicó "Atardecer", otra colección de relatos. La calidad de sus obras, junto con la popularidad de Caballería Roja, le ganaron la fama entre los escritores de la Unión Soviética, fama que se extendió inclusive al extranjero. Hacia 1925 su relación con Yevguenia Gronfein empezó a dañarse debido a las críticas de esta hacia el régimen comunista y a presuntos romances de Bábel con otras mujeres, por lo cual ella emigró a París. Durante este periodo, Bábel inició un romance con Tamara Kashírina, con la que tuvo un hijo. Tras la ruptura entre Bábel y Kashírina, el niño fue adoptado por el segundo esposo de ella, el también escritor Vsévolod Ivánov.
Bábel logró viajar a París para buscar la reconciliación con su esposa, y, tras lograrlo, ambos volvieron a la URSS, se establecieron en Moscú y tuvieron una hija en 1929. No obstante, pronto el matrimonio volvió a enemistarse y Yevgenia Gronfein volvió definitivamente a Francia, mientras Bábel contraía desde 1932 una unión de hecho con la joven estudiante de ingeniería Antonina Pirozhkova (1909–2010), con quien tuvo una hija: Lydia Bábel. 
Durante esos años Bábel se mostró cercano al realismo socialista postulado por el régimen soviético y de conformidad con las tesis de Máximo Gorki, pero pronto halló que su propio estilo literario, seco, directo y de crudo realismo, no era del agrado de las autoridades al faltarle "romanticismo revolucionario". En 1932 Bábel logró viajar a París para visitar a su esposa y su hija durante varios meses, pero no logró convencerlas para retornar con él a la URSS, y Bábel tampoco aceptó la idea de quedarse a vivir en Francia.
Cuando publicó su drama teatral "María" en 1934, era visible la inconformidad de Bábel con el realismo socialista, y ese mismo año, en el primer congreso de la Unión de Escritores Soviéticos, Bábel mismo se definió irónicamente como "maestro del silencio", causando la ira de Stalin, quien advirtió una crítica al régimen tras la ironía lanzada. La gran fama nacional e internacional de Bábel impidió que este fuera censurado o perseguido, y, por el contrario, se le permitió aún viajar al extranjero como parte de la propaganda cultural del régimen. No obstante, la muerte de su protector Máximo Gorki, en junio de 1936, lo dejó sin su único escudo ante la hostilidad de Stalin.

## Caída
A inicios de la década de 1930 Bábel sostenía un romance con la traductora diplomática Yevguenia Feigenburg, quien luego sería esposa de Nikolái Yezhov, el poderoso jefe máximo de la NKVD desde septiembre de 1936, pero el amorío de Bábel continuó incluso tras el matrimonio de Feigenburg con Yezhov. La cercanía de Bábel al matrimonio Yezhov le causó mayores sospechas dentro del entorno de Stalin, especialmente durante el periodo de la Gran Purga ejecutada por el régimen desde 1934.
Tras la salida de Yezhov de la NKVD en enero de 1939 y el suicidio de Yevguenia Feigenburg dos meses antes, la situación de Bábel se hacía más arriesgada al no tener ya protector alguno dentro de la élite gubernamental y haber sido blanco de las sospechas de Stalin desde hacía varios años. De hecho, el propio Yezhov fue arrestado por orden de Stalin el 10 de abril de 1939, sujeto a torturas, un juicio sumario y, luego, fusilado. El 15 de mayo de 1939, Bábel fue arrestado en su dacha de Peredélkino, a las afueras de Moscú, por agentes policiales enviados por Lavrenti Beria, el nuevo jefe de la NKVD. Antonina Pirozhkova quedó en libertad con la hija de ambos, pero fue impedida de conocer la suerte de su pareja y debió entregar a la policía secreta todos los manuscritos y cartas de Bábel, los cuales se perdieron hasta hoy.
Bábel fue encarcelado en la prisión de Butyrka inmediatamente, pero no fue llevado ante un tribunal hasta el 26 de enero de 1940; allí fue sometido a un juicio sumario acusado de espionaje y terrorismo contra el gobierno  (Art. 58 del Código Penal soviético), siendo condenado a muerte y fusilado al día siguiente. Tras el arresto, Bábel y sus obras fueron prohibidas de toda mención pública, sus libros retirados de la circulación y su nombre borrado de todo registro literario de la URSS.
Bábel no sería rehabilitado sino hasta diciembre de 1954, durante el deshielo de Jrushchov, cuando la condena de 1940 fue anulada al considerarse la "ausencia de cualquier crimen" en las actividades del escritor.